# Gapminder
Gapminder är en svensk ideell stiftelse vars målsättning är ge allmänheten en faktabaserad uppfattning om världen genom att göra statistik om sociala, ekonomiska och miljörelaterade frågor lättillgänglig och enkla att förstå. Stiftelsen grundades 2005 av statistikern Hans Rosling och hans son respektive svärdotter, programutvecklarna Ola Rosling och Anna Rosling Rönnlund. Arbetet finns presenterat på deras webbaserade tjänst genom mjukvaran Trendalyzer som visar data och statistik med hjälp av så kallade bubbeldiagram. Statistiken visas utifrån ett dataintag med 4 miljoner svar på 15 000 olika frågor. Stiftelsen har även publicerat officiell statistik om utvecklingen hos samtliga världens länder, från 1800-talets början utifrån över 100 indikatorer. Dessa indikationer är listade utifrån 13 kategorier: kommunikation, ekonomi, utbildning, energi, miljö/klimat, hälsa, infrastruktur, population/demografi, samhälle, hållbarhet, arbete samt två extra kategorier; en för avancerade användare och en sista för HDI som de anser inte passar in i någon av de ovanstående.

## Syfte
Syftet för Gapminder är att ge allmänheten en faktabaserad uppfattning om världen. Genom deras omfattande undersökningar har de kunnat dra slutsatsen att den genomsnittliga världsmedborgaren har en världsbild som stämmer överens med hur världen såg ut för ungefär 60 år sedan, där det kanske främsta misstaget är att allmänheten gärna delar världen i ”vi” och ”dem” eller i ”industriländer” och ”utvecklingsländer" (I-land/U-land) vilket helt saknar grund om man ser till Gapminders statistik och data. Gapminder försöker aktivt motverka denna statistik genom deras pedagogiska redovisning av statistik och data som ska hjälpa allmänheten att hänga med i världens snabba utveckling.  Den sista delen i deras syfte handlar om att skapa pedagogiska instrument anpassade för utbildning i världens skolor för att se till att framtida generationer inte faller in i samma problematiska utveckling som allmänheten idag.

## Utveckling och historia

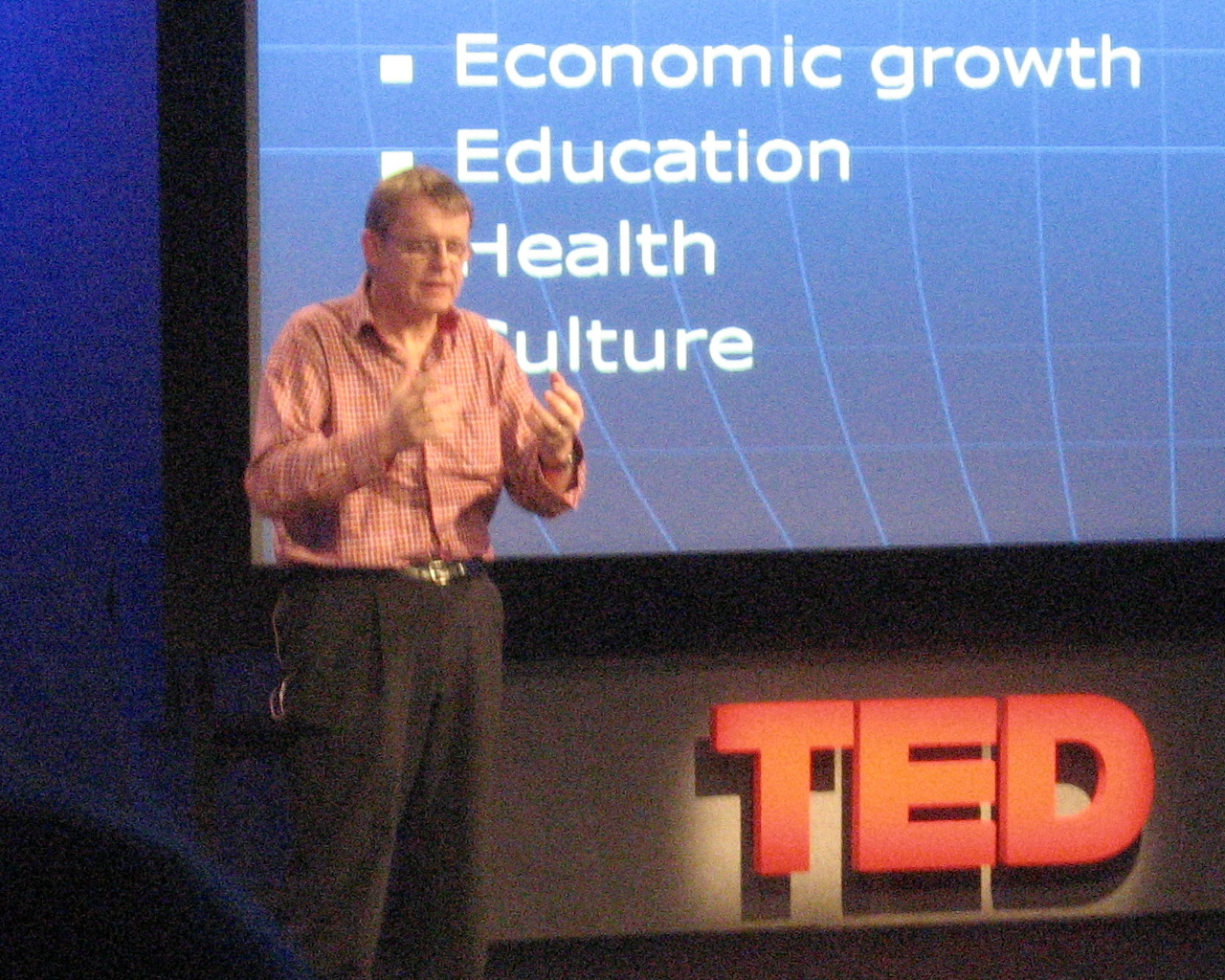
Hans Rosling (1948-2017), bild tagen från hans uppmärksammade föreläsning vid den kanadensiska tvärvetenskapliga konferensen Ted (2007). En föreläsning som än idag är en av de mest spelade på TED:s hemsida.

Grunden till stiftelsen går att spåra till Hans Roslings arbete att försöka förklara världen med hjälp av statistik. Ett intresse som väcktes hos honom under en resa i Indien på 1970-talet där han blev förvånad och imponerad över den utbredda kunskap som fanns hos en grupp indiska läkarstudenter. Då Indien i Roslings huvud var ett så kallat U-land så trodde han att något sådant inte skulle vara möjligt. Därefter ägnade han större delen av sitt liv till att få en sådan bred förståelse av världen som möjligt och senare sprida den vidare. På 1990-talet fick Hans Rosling första gången visa upp kunskaperna han ackumulerat under sina studier sedan besöket i Indien. Detta skedde på Uppsala universitet där han presenterade en alternativ bild till tanken om ”I-” och ”U-länder”-länder. Men eftersom detta skedde på ett av Sveriges dåvarande toppuniversitet var Rosling tveksam om han hade något nytt att tillföra. För att ta reda på detta skickade han ut ett formulär med frågor på ämnet för att se hur mycket studenterna visste innan föreläsningen. Bland frågorna fanns ett segment där studenterna skulle gissa på vilket av två länder som hade högst barndödlighet. För att vara säker på att statistiken var sann använde han endast exempel där barndödligheten var dubbelt så stor i det ena landet. Trots den stora skillnaden gissade studenterna i snitt endast rätt 1,8 gånger av 5. För att demonstrera hur dåligt detta resultat var har Hans Rosling tagit fram en jämförelse med schimpanser som enligt hans mening skulle svara rätt 2,5 av 5 gånger i snitt.
Därefter föddes tanken att det borde finnas ett sätt för gemene man att lära sig om hur världen ser ut utifrån ett socialt, ekonomiskt och miljöorienterat-perspektiv. Vid den här tiden tog Rosling hjälp av sin son Ola Rosling och hans fru Anna Rosling Rönnlund som båda jobbar som systemutvecklare för att skapa mjukvaran Trendalyzer som senare såldes till det amerikanska techbolaget Google för en okänd summa. Trots att stiftelsen sålde rättigheterna till mjukvaran så används den än idag på deras hemsida. Namnet till stiftelsen var Hans eget och syftar till uppmaningen som finns i det brittiska tunnelbanesystemet ”mind the gap”.
Stiftelsen har sedan dess gjort en rad genombrott och skapat uppmärksamhet, dels vid lanseringen av deras webbplats då Hans Rosling medverkade med en föreläsning på TED, men kanske främst 2018 när den amerikanska miljardären och senare även personliga vännen till Hans Rosling, Bill Gates twittrade och sa att Roslings bok Factfulness: tio knep som hjälper dig förstå världen var en av de viktigaste böcker för allmänheten att ta del av. Gates distribuerade exemplar av boken till alla 2018-års universitetsalumner oavsett amerikansk skola. Kopplingen mellan stiftelsen och Gates har sedan fortsatt, och Bill and Melinda Gates foundation är än idag Gapminders näst största årliga donator.

## Trendalyzer
Trendalyzer är namnet som gavs till mjukvaran som låg till grund för hela stiftelsen och har använts på en stor mängd av Hans Roslings föreläsningar. Mjukvaran visades första gången upp för världen i Hans Roslings TED-föreläsning, som idag är en av TED:s mest kända och visade föreläsning, med över 15 miljoner visningar.[när?] Mjukvaran finns även tillgänglig på stiftelsens hemsida som lanserades 2005. Redan två år senare köpte techbolaget Google upp mjukvaran för en okänd summa pengar, då de såg enorm potential att använda mjukvaran för att förbättra deras sökmotor. Google slutade utveckla mjukvaran år 2017 då de ansåg att det inte var lukrativt att hålla den i fungerande skick.

## Factfulness: Tio knep som hjälper dig förstå världen

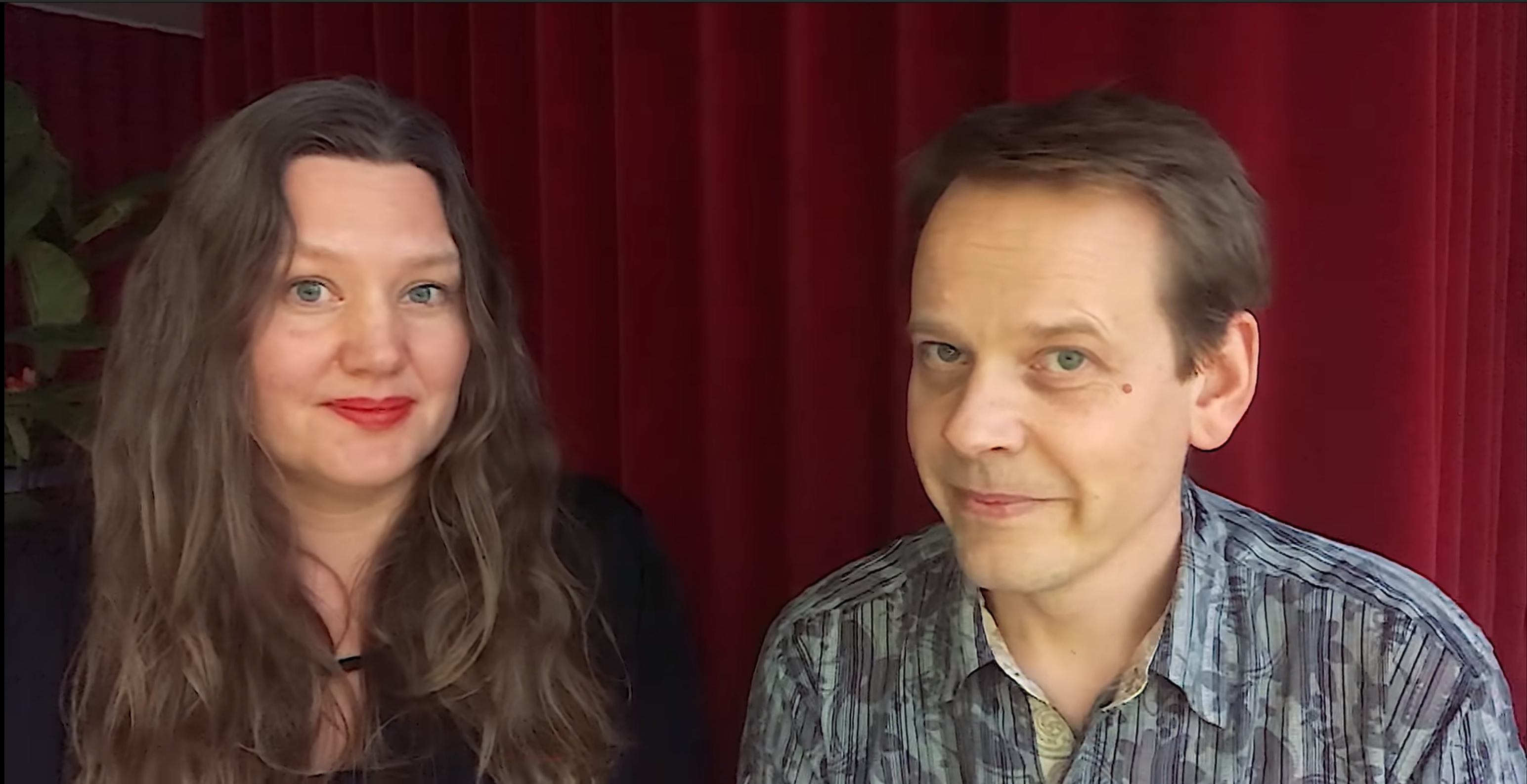
Från vänster. Anna Rosling Rönnlund och Ola Rosling, svärdotter och son till Hans Rosling, och medgrundare till Gapminder.

År 2016 inledde grundarna till Gapminder arbetet med en bok som belyser problematiken som stiftelsen arbetar med. Boken Factfulness: tio knep som hjälper dig förstå världen publicerades två år senare (2018) med Hans Rosling som postum huvudförfattare. Boken fick stor internationell uppmärksamhet, blev en internationell bästsäljare med över två och en halv miljoner sålda exemplar och översattes till 45 språk. Hans Rosling beskrev själv boken som hans sista strid i den livslånga kamp mot den förödande globala okunskapen. 
De tio knep som titeln refererar till är formulerade som tio instinkter som varje människa bör undvika att påverkas av. Dessa så kallade instinkter är följande. Gapinstinkten som syftar till vår instinkt att dela in världen i utvecklade loch utvecklingsländer, trots att 85 procent av jordens befolkning befinner sig i ett ”utvecklat” stadium[förklaring behövs]. Negativitetsinstinkten, här menar författarna att vi har en instinkt att ha en dyster bild av världsutveckling och tro att vi får det sämre, en bild som Gapminders statistik inte styrker. Instinkten för den raka linjen, som menar att allmänheten utgår från att en positiv utveckling är konstant positiv, här vill författarna belysa att vägen till utveckling sälla är rak utan att den böjer sig och att det ibland är nödvändigt att ta ett steg tillbaka för att kunna ta två steg fram. Nästa instinkt är Storleksinstinkten som författarna menar är instinkten att ge en enskild händelse, utveckling eller person större betydelse för ett land än vad som är befogat. Här är ett bra exempel som tas upp barnadödligheten som allmänheten enligt boken gärna tillskriver utveckling inom sjukvård, trots att barnadödlighet nästan endast minskas av externa faktorer. Den femte instinkten som boken tar upp är den generaliserande instinkten, vilket innebär att allmänheten vill klumpa ihop större grupper och dra starka generaliseringar som ofta leder till fördomar och stereotyper. Här belyser författarna vikten av att se varje land och region som en enskild entitet med sin egen utveckling inom varje indikator. Sedan tar författarna upp den enda en "ödesbestämd instinkt" (destiny instinct) med vilken författarna menar att allmänheten har en uppfattning att världens utveckling och struktur på något sätt är förutbestämt. Rosling talar även om instinkten att ha ett enda perspektiv, vilket handlar om att människor gärna fastnar i ett tankesätt av orsaker och konsekvenser eller enstaka problem och lösningar, människor vill inte ta in fler perspektiv på varför saker sker och utvecklas på ett visst sätt samt att man inte utmanar sina egna tankar genom att ta in fler perspektiv som kanske säger emot ens egna. Den näst sista instinkten som Rosling vill flagga för är skuldinstinkten som får den ovetande att beskylla en enskild individ eller avsikt för problem i ett desperat försök att hitta mönster och förklaringar till oförklarliga fenomen. Här menar Rosling att man istället ska se till flera anledningar och orsaker för att få en bättre bild av orsak och verkan. Den sista instinkten som man bör undvika för att få en bättre världsuppfattning är instinkten för brådska. Här varnar författarna för att agera drastiskt för att lösa nya problem. Rosling menar att man lättare faller in i detta tankesätt och i dessa fallgropar när man utsätts för stress. De förespråkar att man försöker hitta en realistisk lösning som är möjliga att genomföra i förhållandet till rådande förutsättningar i antingen det enskilda landet eller globalt.

## Ytterligare tjänster och projekt
År 2010 återvände Anna Rosling med sin man Ola Rosling till Gapminder efter att ha jobbat för Google i tre år med att hjälpa dem att vidareutveckla Trendalyzer-mjukvaran. Vid deras återkomst beslöt man sig att fokusera på att använda Gapminders resurser för att ta fram undervisningsmaterial. För att göra detta skapades det så kallade okunnighetsprojektet (”ignorance project”) som gick ut på att ta reda på vad exakt det var som allmänheten hade fel uppfattning om i förhållande till hur världen er ut. Arbetet med projektet var och är än idag indelat i två delar. Det ena är att ständigt få in och analysera ny data om hur allmänhetens världsuppfattning ser ut. Det andra är att presentera statistik på nya innovativa och pedagogiska sätt för att öka medvetenheten om denna ignorans. En stor del av projektet innebär att erbjuda föreläsningar för såväl skolor som företag och organisationer.
År 2016 lanserade Gapminder sitt tredje stora projekt som kallades för Dollargatan (”Dollar street”). Projektet syftade till att belysa upp hur människor runt om i världen bor. Tjänsten låter dig välja ett valfritt land där man sedan kan få se riktiga bilder från riktiga hem med olika inkomster i det valda landet. Dessa bilder är sorterade utifrån bostadens årliga inkomst med de rikaste längst till höger och det fattigaste längst till vänster. Detta projekt är enligt stiftelsen själva i konstant utveckling för att se till att man ger en ärlig bild av hur människor har det. Projektet syfte är att ifrågasätta stereotyper och förutfattade meningar kopplade till levnadssättet hos människor i olika delar av världen och belysa klassklyftorna.
Sedan Hans Roslings död har sonen Ola Rosling tagit över som stiftelseordförande. Under hans styre har stiftelsen fortsatt utveckla samtliga tidigare projekt för att hålla dem relevanta. Men sedan 2015 har stiftelsen ändrat fokusområde till Agenda 2030. Detta nya fokus har två huvuddelar som handlar om intag av information och data om det aktuella läget i förhållande till målen, samt att sprida kunskap om vad de innefattar. Detta har till stor del genomförts inom deras så kallade "ignorance project", då de har sett att den genomsnittliga europeiska medborgaren har fel på 80 procent av frågorna om agenda 2030. Jämförelsevis svarade aporna som stiftelsen gärna jämför med fel på endast 75 procent av frågorna som hade fyra svarsalternativ.

## Kritik
Hans Roslings och därmed även Gapminders sätt att gestalta världens utveckling kritiserats. Kritiker som Roland Paulsen, Tynan Stewart och Florence Blondel anser att världsbilden som Gapminder målar upp är förenklad och för optimistisk. De anser även att Rosling endast väljer att fokusera på statistik som har en positiv utvecklingsbana, inte minst när det kommer till klimatförändringarna som Gapminder fått hård kritik för att betona för lite. Gapminder lyfter enligt kritikerna fram fakta som förskönar situationen och vägrar ta upp statistik som motbevisar premisserna. Gapminder anklagas även för att ge en förskönad bild av utvecklingen i industrialiserade länder. Många hänvisar till jämlikhetsutvecklingen i USA där den genomsnittliga lönetagarens inkomster har ökat i antalet dollar men att inflationen ätit upp denna ökning. Trots detta står det klart och tydligt i Gapminders bubbeldiagram att den genomsnittliga amerikanska medborgaren har fått högre levnadsstandard samt att de har fått ökat ekonomiskt välstånd. Det riktas även kritik mot individer som Bill Gates och Jacob Wallenberg som anklagas för att dra ekonomisk vinning av att sprida Gapminders optimistiska världsbild.